# Чемпионат Европы по академической гребле 1956
Чемпионат Европы по академической гребле 1956 года прошёл в городе Блед (Югославия). Сначала с 24 по 26 августа прошли женские соревнования, в ходе которых 36 экипажей из 13 стран разыграли 5 комплектов наград. Потом с 31 августа по 2 сентября был проведён мужской турнир, 100 экипажей из 21 страны выявили сильнейших в 7 дисциплинах.
Это был первый чемпионат Европы, в котором получили возможность выступить гребцы ГДР, но не в качестве отдельной сборной, а вместе с западногерманскими спортсменами в составе Объединённой команды Германии, которая как и другие команды могла быть представлена в каждой дисциплине лишь одним экипажем.

## Медалисты

### Женщины
| Дисциплина                        | Золото | Золото | Серебро | Серебро | Бронза | Бронза |
| Одиночки W1x                      | ФРГ Ингрид Шольц | 4:00,6 | Австрия · Ева Сика | 4:05,9  | Венгрия · Корнелия Папп | 4:06,4 |
| Двойки парные W2x                 | Чехословакия · Светла Бартакова · Гана Мусилова | 3:47,5 | СССР · Нина Опаленко · Екатерина Землянская | 3:50,5  | ГДР · Герта Мангер · Гизела Пюннер | 3:51,5 |
| Четвёрки парные с рулевыми W4x+   | СССР · Евгения Чудецкая · Лидия Зонтова · Галина Копылова · Любовь Трошенкова · Виктория Добродеева (р)                                                                        | 3:32,8 | Венгрия · Иштванне Гранек · Ида Ородан · Йожефне Раско · Яношне Кёсеги · Илона Скотницки (р)                                                               | 3:33,2  | Румыния · Флорика Брутяну · Вьорика Удреску · Стела Станчу · Мария Лауб · Штефания Борисов (р)                                                            | 3:36,3 |
| Четвёрки распашные с рулевыми W4+ | СССР · Олимпиада Михайлова · Галина Путырская · Людмила Блажко · Лидия Кирсанова1 · Вера Савримович (р)                                                                        | 3:39,8 | Польша · Мария Доперала · Анна Голембевская · Сабина Здзеницкая · Мария Ковальская · Данута Мигоцкая (р)                                                   | 3:41,0  | Румыния · Фелича Урзичану · Эльза Оксенфельд · Стела Джорджеску · Лючия Думитреску · Анджела Кодряну (р)                                                  | 3:41,7 |
| Восьмёрки W8+                     | СССР · Людмила Матвеева · Вера Таранда · Александра Афонькина · Вера Михайлова · Нина Коробкова · Зинаида Коротова · Зинаида Трофимова · Тамара Столярова · Мария Фомичёва (р) | 3:19,4 | Румыния · Фелича Урзичану · Марта Кардош · Юлиана Тогэнел · Рита Шоб · Соня Булуджою · Эльза Оксенфельд · Этелька Лауб · Мария Букур · Анджела Кодряну (р) | 3:23,0  | ГДР · Ингрид Маттес · Марианне Фальк · Герда Вайт · Урсула Наврот · Ингеборг Кённекке · Хелла Шульц · Анита Бланкенфельд · Хельга Рихтер · Урсула Геш (р) | 3:25,6 |

↑ В некоторых источниках в качестве четвёртого члена экипажа советской четвёрки распашной вместо Лидии Кирсановой ошибочно указывается Наталья Морозова.

### Мужчины
| Дисциплина               | Золото | Золото | Серебро | Серебро | Бронза | Бронза |
| Одиночки M1x             | СССР · Вячеслав Иванов | 7:24,5 | ФРГ Клаус фон Ферзен | 7:28,7  | Польша · Теодор Коцерка | 7:30,6 |
| Двойки парные M2x        | СССР · Александр Беркутов · Юрий Тюкалов | 7:05,0 | ФРГ Томас Шнайдер Курт Хиппер | 7:08,4  | Чехословакия · Альберт Краймер · Франтишек Райх | 7:13,5 |
| Двойки без рулевых M2-   | СССР · Игорь Булдаков · Виктор Иванов | 7:10,5 | Австрия · Альфред Загедер · Йозеф Клоимштайн                                                                                                | 7:12,4  | Бельгия · Михел Кнёйсен · Роберт Батенс | 7:14,5 |
| Двойки с рулевыми M2+    | ФРГ Карл-Генрих фон Гроддек Хорст Арндт Райнер Борковски (р)                                                                                          | 7:45,1 | Швейцария · Готтфрид Коттман · Рольф Штройли · Петер Рюде (р)                                                                               | 7:49,4  | Австрия · Альфред Загедер · Йозеф Клоимштайн · Франц Кёниг (р)                                                                                     | 7:49,9 |
| Четвёрки без рулевых M4- | Италия · Джузеппе Мойоли · Аттилио Кантони · Джованни Цукки · Аббондио Марчелли                                                                       | 6:42,9 | Венгрия · Геза Итё · Чаба Ковач · Режё Рихецки · Золтан Каваи                                                                               | 6:45,0  | ФРГ Вилли Монтаг Хорст Штоббе Гюнтер Кашлун Манфред Фитце                                                                                          | 6:50,5 |
| Четвёрки с рулевыми M4+  | Финляндия · Рейно Поутанен · Кауко Хяниннен · Вели Лехтеля · Тойми Питкянен · Матти Ниеми (р)                                                         | 6:49,2 | СССР · Юрий Попов · Андрей Архипов · Валентин Занин · Ярослав Чёрствый · Анатолий Фетисов (р)                                               | 6:50,3  | Италия · Франко Тринкавелли · Анджело Ванзин · Романо Сгейц · Альберто Винклер · Иво Стефанони (р)                                                 | 6:50,9 |
| Восьмёрки M8+            | Чехословакия · Йозеф Вентус · Эдуард Антох · Цтибор Реискуп · Ян Шведа · Йозеф Швец · Зденек Жара · Ян Йиндра · Станислав Луск · Мирослав Коранда (р) | 6:17,5 | Франция · Рене Масиас · Морис Удайе · Жан-Жак Виньон · Эдуар Легери · Морис Ба · Ришар Дюк · Эмиль Клерк · Санте Маркуцци · Жак Вилькок (р) | 6:19,1  | Венгрия · Ференц Деметер · Габор Добаи · Тибор Бедекович · Имре Кафка · Ласло Кереньи · Имре Кемени · Пал Бакош · Шандор Эмёди · Дьюла Лендьел (р) | 6:20,8 |

## Командный зачёт
| Место | Страна       | Золото | Серебро | Бронза | Всего |
| ----- | ------------ | ------ | ------- | ------ | ----- |
| 1     | СССР         | 6      | 2       | 0      | 8     |
| 2     | Германия     | 2      | 2       | 3      | 7     |
| 3     | Чехословакия | 2      | 0       | 1      | 3     |
| 4     | Италия       | 1      | 0       | 1      | 2     |
| 5     | Финляндия    | 1      | 0       | 0      | 1     |
| 6     | Венгрия      | 0      | 2       | 2      | 4     |
| 7     | Австрия      | 0      | 2       | 1      | 3     |
| 8     | Румыния      | 0      | 1       | 2      | 3     |
| 9     | Польша       | 0      | 1       | 1      | 2     |
| 10    | Франция      | 0      | 1       | 0      | 1     |
| 10    | Швейцария    | 0      | 1       | 0      | 1     |
| 12    | Бельгия      | 0      | 0       | 1      | 1     |
| Всего | Всего        | 12     | 12      | 12     | 36    |